# تل رضا قلي ممبي (بهمئي غرمسيري الشمالي)
تل رضا قلي ممبي (بالفارسية: تل رضاقلی ممبی) هي قرية تقع في إيران في قسم بهمئي غرمسیري الشمالي الريفي. يقدر عدد سكانها بـ 175 نسمة بحسب إحصاء 2016.